# Patricia Zoundi Yao
Pour les articles homonymes, voir Zoundi et Yao.
Née en 1976 à Aboisso, Patricia Zoundi Yao ou Patricia Zoundi épouse Yao est une entrepreneure sociale de renom en Côte d'Ivoire, qui a fondé plusieurs entreprises, dont Quickcash (fintech) et Canaan Land (agribusiness), qu’elle dirige actuellement. Se décrivant elle-même comme une « solutionneuse de problèmes », elle contribue depuis plusieurs années maintenant au développement du monde rural grâce à l’entrepreneuriat. Sa détermination et son leadership ont été reconnus et récompensés par la CNUCED en septembre 2019 en la nommant « eTrade for Women Advocate ».      

## Formation
Patricia Zoundi a tout d'abord fréquenté l'université de Ouagadougou au Burkina Faso, où elle a étudié le droit des affaires et obtenu sa maîtrise.    
En 2013, elle a par la suite renforcé sa base académique en suivant de multiples formations, telles qu'une formation de management à Dale Canergie, ainsi qu'une formation au dialogue social au Centre International de Formation de l'OIT de Turin. La même année, elle a également obtenu un diplôme universitaire en médiation à l'Institut de Formation à la Médiation et à la Négociation (IFOMENE) de l'Institut Catholique de Paris.    
En 2015, au terme d'un an au sein du Stanford Institute for Innovation in Developing Economies (Stanford Seed), programme de Stanford Graduate School of Business, elle s'est vu décerner un Certificat en entrepreneuriat et innovation,,.   
Enfin, en 2016, elle obtient un Certificat en Management et Leadership au WomenLead Institute.                                                      

## Carrière

### Premiers pas dans l’entrepreneuriat
Baignant depuis son enfance dans la sphère entrepreneuriale grâce à sa mère, Patricia a commencé sa carrière en aidant son oncle à développer Zénith Finance, dont elle sera la co-gérante de 2002 à 2006. Cette entreprise gérait 12 agences de transfert d’argent, sous la franchise Western Union.
En 2006, Patricia Zoundi fonde sa propre entreprise de transfert d’argent, Magnific Service, basée sur l’utilisation du modèle commercial de Western Union. L’expérience s’avère infructueuse, et la laisse en faillite. Elle prend alors le temps de comprendre les raisons de cet échec, et de mieux cerner l’environnement du marché, ce qui lui permet de rebondir et de repérer une nouvelle cible, le monde rural. C’est le début d’une nouvelle aventure entrepreneuriale, celle de Quickcash.  Western Union. 

### Quickcash

#### Création de l’entreprise
Durant le temps pris afin de digérer l’échec de Magnific Service, elle fait un constat : les plateformes de transfert d’argent européennes utilisées en Côte d’Ivoire ne sont pas adaptées aux réalités des communautés de zones rurales ne possédant ni électricité, ni connexion Internet. Pour ces communautés, effectuer une simple transaction peut prendre jusqu’à trois jours, puisqu’il faut attendre qu’un véhicule se rende en ville, passer une journée sur la route, puis enfin réaliser la transaction en agence, et enfin revenir au village. Ainsi, elle identifie un besoin, et donc un véritable marché, celui des services financiers accessibles aux communautés en zone rurale. Forte de ses années d’expérience dans le domaine du transfert d’argent, Patricia Zoundi Yao se lance donc le défi de remédier à cela grâce à la Fintech.
Toutefois, développer une plateforme fonctionnant sans internet, en milieu rural, est coûteux, et elle ne dispose alors pas d’une telle somme. Pourtant, en 2010, au terme de deux ans de travail, Quickcash est fondé, et la première plateforme de transfert d’argent sans connexion internet est lancée. Cette réussite, Patricia la doit à sa détermination, ainsi qu’à celle de ses deux collaborateurs, qui ont accepté de travailler bénévolement sur cette innovation, misant sur sa vision et le futur succès de la plateforme.
Quickcash est donc devenue une société de transfert d’argent rendant les services financiers, et particulièrement le transfert d’argent, accessibles à toutes les couches sociales de la population, qu’elles soient urbaines (via un accès par internet), ou rurales (via le mobile), où l’accès au système bancaire est difficile. Initialement testée avec trois villages, l’entreprise est désormais présente sur l’intégralité du territoire ivoirien, notamment dans les zones reculées, grâce à des agents indépendants, ainsi qu’au Burkina-Faso, au Niger, au Mali et au Togo. Ainsi, au simple moyen d’un téléphone portable, les habitants des communautés rurales sont en mesure de transférer de l’argent rapidement et en toute sécurité, depuis leurs villages. Quickcash s’inscrit donc aujourd’hui dans une ambition plus vaste, celle d’améliorer les conditions de vie des communautés rurales, grâce à l’inclusion financière.
Le succès de la plateforme ne se limite par ailleurs plus uniquement au continent africain : en 2018, un partenariat avec le géant londonien du transfert World Remit est signé afin de faciliter les transferts de fonds de la diaspora ivoirienne vers son pays d'origine, qui s'élevaient en 2018 à plus de 332 millions de dollars. La présence de Quickcash sur l'intégralité du territoire ivoirien ainsi que dans les zones rurales, ainsi que sa technologie via mobile, offrent donc un plus large choix à la diaspora ivoirienne souhaitant envoyer de l'argent instantanément au pays.

#### Succès et reconnaissance
La création de Quickcash, sa volonté farouche et sa vision ont valu à Patricia Zoundi Yao une reconnaissance au-delà des frontières ivoiriennes. Elle s'est par ailleurs imposée comme une figure de l'entrepreneuriat social de référence en Côte d'Ivoire. 

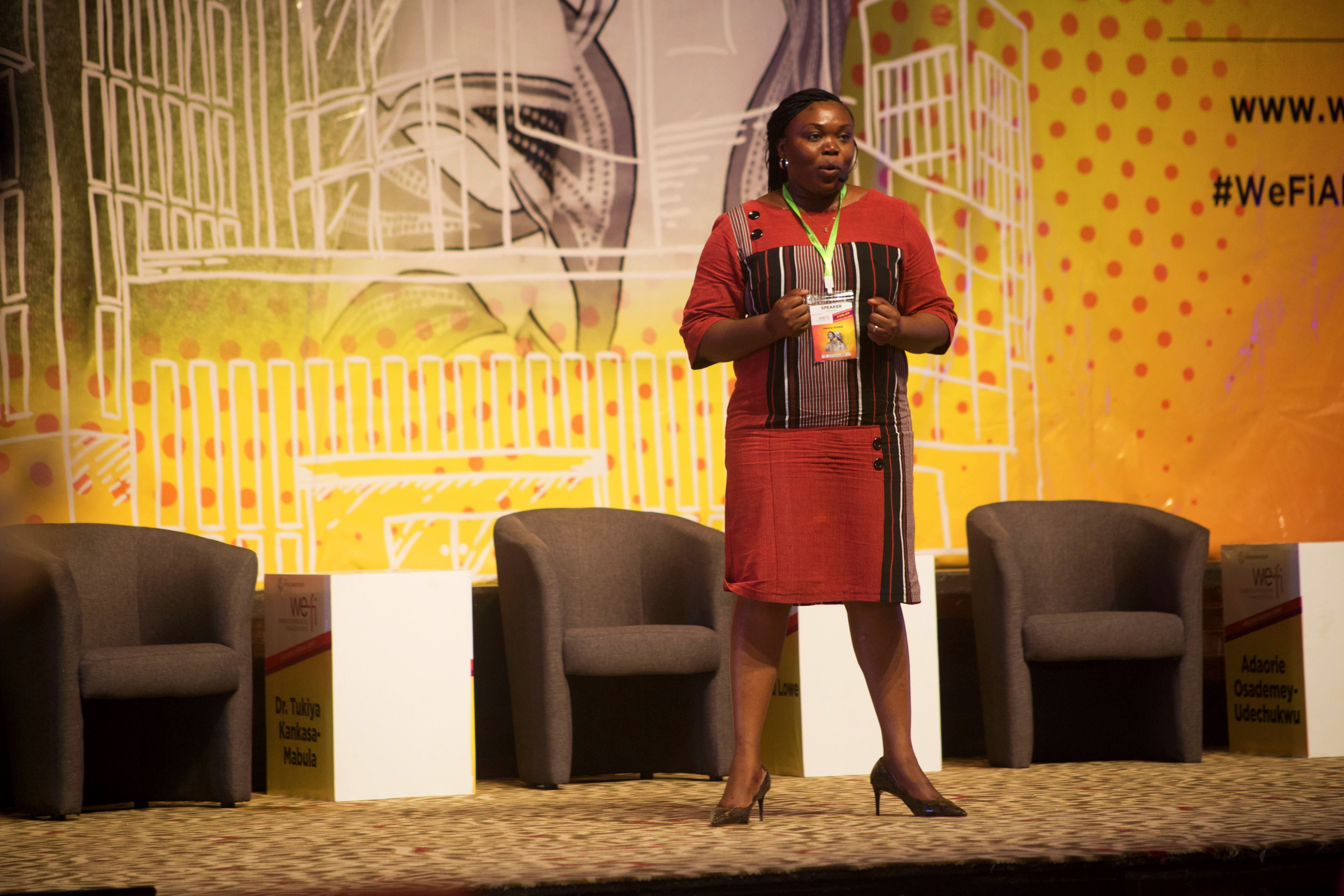
Patricia Zoundi Yao lors de son intervention au WE-FI West Africa Summit, le 17 avril 2019.

Son succès en tant qu’entrepreneure lui a permis de rejoindre le programme Stanford Seed (Stanford Graduate School of Business), et de rejoindre un puissant réseau composé entre autres de centaines d’entrepreneurs innovants, de business coachs ou encore de mentors. L'ambition de ce programme est de mettre un terme à la pauvreté mondiale en accompagnant les entrepreneurs à fort potentiel d'impact, dont Patricia Zoundi Yao fait partie,.
Il lui a également permis de participer à de nombreux forums et sommets, dont certains internationaux, tels que le Global Entrepreneurship Summit (GES) en 2016, où elle a pu rencontrer et échanger avec l’ancien président des Etats-Unis, Barack Obama, ou le World Forum For a Responsible Economy, qui lui a permis de rencontrer le Prix Nobel de la Paix et inventeur du micro-crédit Muhammad Yunus. Elle est également intervenue en 2019 au Women Entrepreneurs Finance Initiative (WE-FI) West Africa Regional Summit, , organisé par la Banque Mondiale, la Banque Africaine de Développement et la Banque Islamique de Développement, où elle fit la rencontre d’Ivanka Trump.

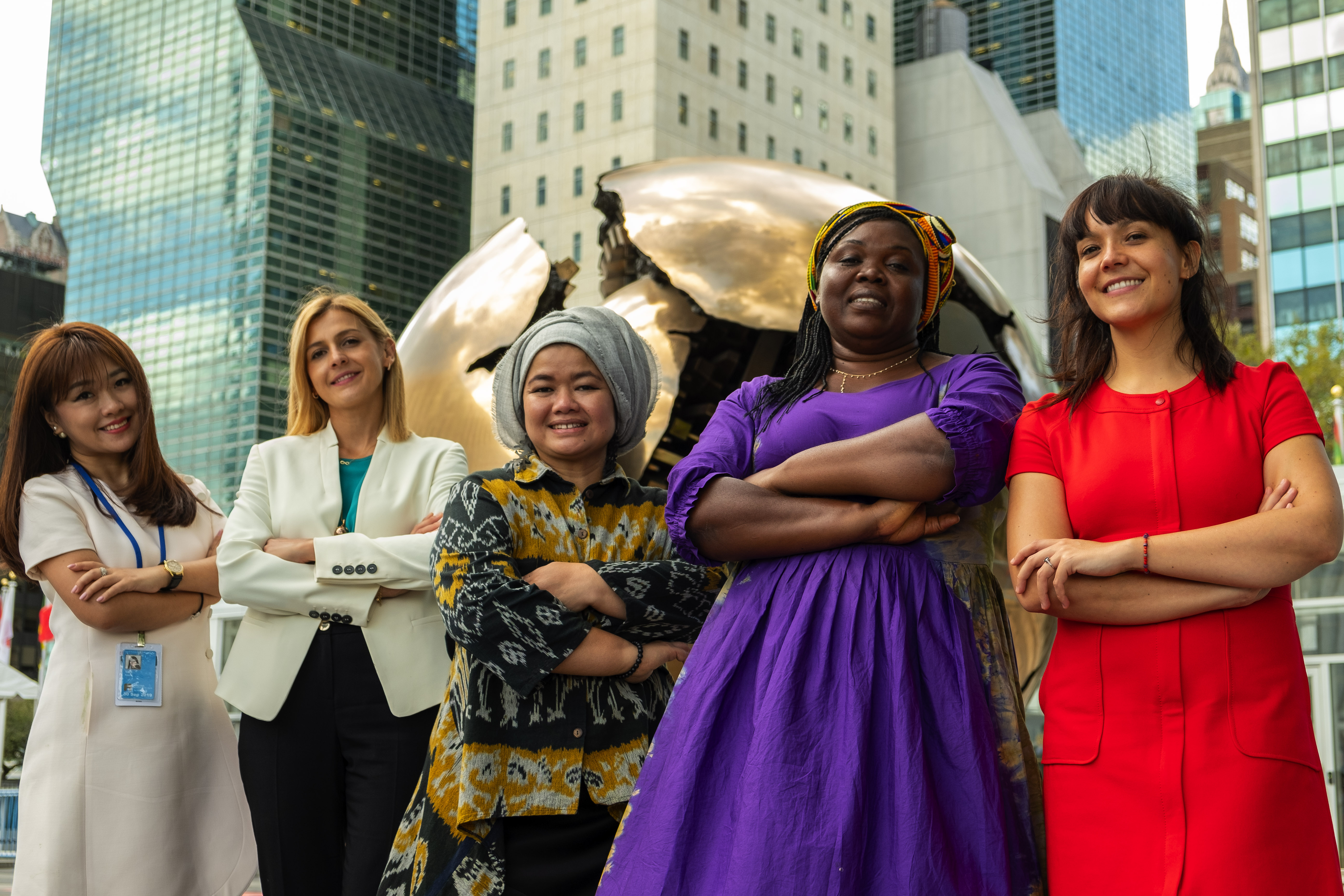
(De gauche à droite) e-Trade for Women Advocates : Xiaofei Yao, Nina Angelovska, Helianti Hilman, Patricia Zoundi Yao, Claudia de Heredia.

Ces sommets lui apportèrent une telle notoriété qu’en septembre 2019 elle fut nommée « eTrade for Women Advocate » par le Docteur Mukhisa Kituyi, Secrétaire Général de la Conférence des Nations unies sur le commerce et le développement. L'annonce a été faite en marge de l'Assemblée générale des Nations unies à New York . Ce titre, attribué à sept femmes, dont Patricia Zoundi Yao, récompense leur rôle dans la diminution du fossé entre les sexes par la création d'entreprises numériques florissantes, ainsi que l'impact positif et la création de richesse sur leurs pays créé par leur vision et leur dévouement, et mise sur leur travail et leur passion pour inspirer d'autres femmes entrepreneurs du numérique. Selon la CNUCED, « ces femmes comblent le fossé des genres en construisant des commerces numériques et en créant de la richesse et de l'emploi dans leurs pays grâce à leur vision, leur passion et leur dévouement ».C'est dans ce cadre que Patricia Zoundi Yao a depuis organisé des masterclass en Côte d'Ivoire afin de renforcer les femmes entrepreneurs dans le numérique.  
Toutefois, dotée d’une ambition plus large encore, Patricia ne s’est pas arrêtée là. Elle travaille actuellement sur un autre projet fintech, « Digital Hub », développant le premier porte-monnaie électronique intelligent pour les petits marchands et sur un agribusiness innovant, inclusif et durable, Canaan Land.

### Canaan Land

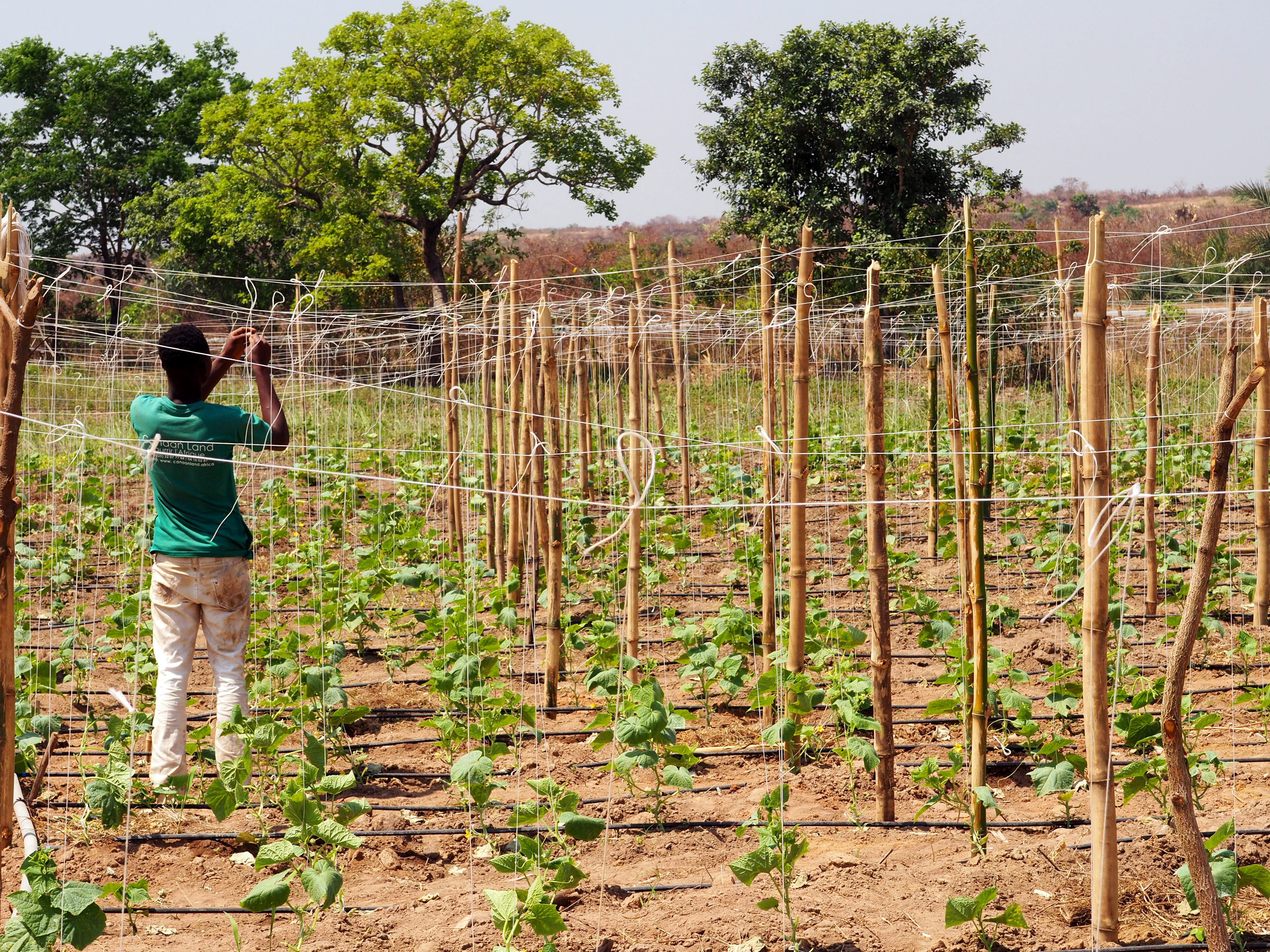
Champ de production Canaan Land dans la région de Toumodi

Mais Patricia Zoundi Yao ne s'intéresse pas seulement à la technologie de transfert d'argent. En effet, forte de ses expériences passées et succès, elle s’attaque maintenant à un nouveau défi, combinant ses compétences d'entrepreneure, son engagement en faveur des zones rurales et de l'émancipation des femmes et l’une de ses grandes passions : l'agriculture. Depuis 2015, elle travaille à la création d’un modèle inclusif d’agriculture durable, à destination de la Côte d’Ivoire, du Liberia et du Burkina Faso. De ses rencontres avec des petites agricultrices en milieu rural et des observations est née l’idée de Canaan Land, entreprise sociale visant à répondre à trois problèmes majeurs identifiés:
- malgré leur part majeure dans la main d’œuvre agricole africaine (60 à 80%), les femmes font face à de nombreuses difficultés, notamment en termes de ressources et de facteurs de production (difficultés d’accès à la terre, aux infrastructures, à la main d’œuvre agricole et aux services financiers formels), ce qui affecte considérablement leur productivité et leurs rendements en comparaison avec leurs homologues masculins[23]

- La seconde observation concerne le volet environnemental : entre 2000 et 2010, près de 75% de la déforestation en Afrique était due aux activités agricoles, dont près de la moitié étaient liées à l’agriculture locale et de subsistance[24].

- La dernière observation concerne l’origine des fruits et légumes consommés en Côte d’Ivoire : en 2017, près de 70 millions de dollars de fruits et légumes ont été importés en Côte d’Ivoire[25], permettant ainsi de combler une offre locale trop faible. La Côte d’Ivoire est donc dépendante des importations, qui génèrent par ailleurs une empreinte environnementale conséquente[26].

L'idée de Patricia était donc de faire de Canaan Land une solution durable et viable à ces problèmes, en garantissant aux petites agricultrices un accès sécurisé à des terres exploitables, une assistance technique, un accès aux intrants et semences de qualité, leur permettant ainsi de cultiver des produits maraîchers locaux et de qualité, que Canaan Land achète et vend à ses partenaires à Abidjan. Les pratiques employées s’inscrivent dans une dynamique d’agriculture durable et raisonnée, afin de limiter l’impact environnemental des activités agricoles, et les produits revendus à Abidjan permettent de relocaliser une partie de la production maraîchère.

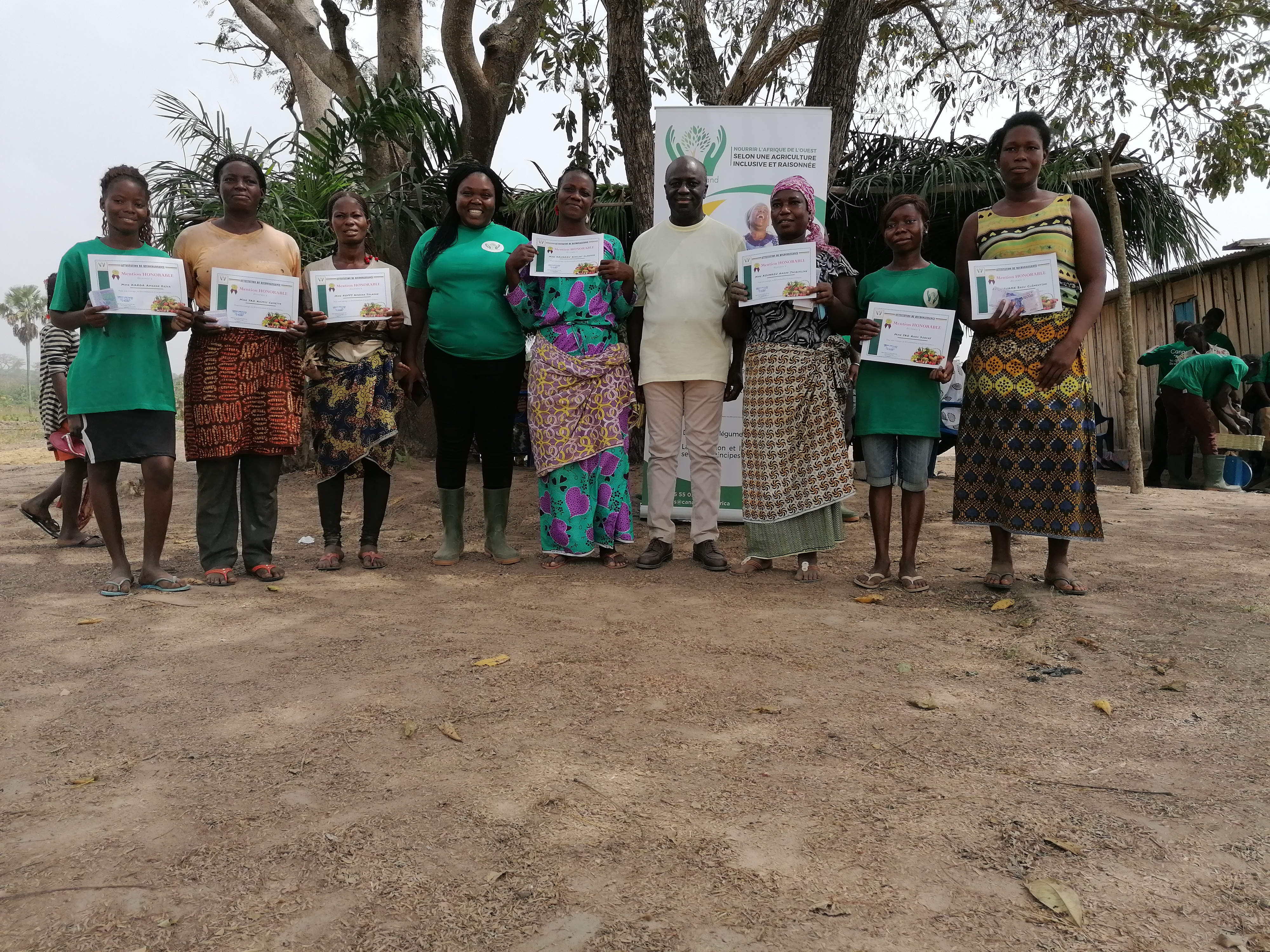
Marcel Amon-Tanoh lors de sa visite sur le site de production pilote de Canaan Land, entouré de Canaan Land et d'agricultrices récompensées en janvier 2020, dans la région de Toumodi.

Toutefois, la vision de Patricia Zoundi Yao ne s’arrête pas là : Canaan Land, en tant qu’entreprise sociale, a pour ambition de s’attaquer à la chaîne de valeur de l’agriculture maraîchère en Afrique de l’Ouest afin de créer de l’impact durablement et en profondeur pour l’ensemble de ses acteurs, notamment les femmes, les petites productrices, et les jeunes.  
Cet engagement pour le monde rural et cette innovation de modèle ont valu à Patricia la reconnaissance de la Banque Africaine de Développement, dont le président, Akinwumi Adesina, a salué publiquement le projet de Canaan Land lors de WE-FI West Africa Regional Summit,. Elle avait déjà eu l'opportunité de présenter ce nouveau projet au président rwandais Paul Kagamé en octobre 2019 lors de la CEGC (Confédération Générale des Entreprises de Côte d’Ivoire) Academy. 
L'ancien Ministre des Affaires Etrangères de la Côte d'Ivoire, Marcel Amon-Tanoh, lui a également témoigné son soutien en la récompensant pour son travail accompli avec Canaan Land lors de son Initiative du mois de la Femme de mars 2019, et en lui apportant une aide financière.

### Autres responsabilités
Au-delà de ses rôles clés au sein de Quickcash et Canaan Land, Patricia Zoundi Yao endosse également un certain nombre de responsabilités : Présidente des ALUMNI du programme Stanford Seed (Stanford Graduate School of Business) pour la Côte d’Ivoire, le Burkina Faso et le Bénin, présidente de la Coalition des Chrétiens, hommes, femmes d’affaires et décideurs chrétiens (CCHFD) en Côte d’Ivoire , 1ère vice-présidente du Mouvement des Petites et Moyennes Entreprises (500 PME membres) en Côte d'Ivoire, membre de la Commission Financement du Secteur Privé et des PME du Patronat Ivoirien, membre fondateur du Mouvement des cadres et dirigeants catholiques (UNIAPAC).
Elle intervient également fréquemment en tant que mentor et coach pour entrepreneures, sur des thématiques variées, telles que le leadership féminin ou l’entrepreneuriat social.

## Prix et distinctions

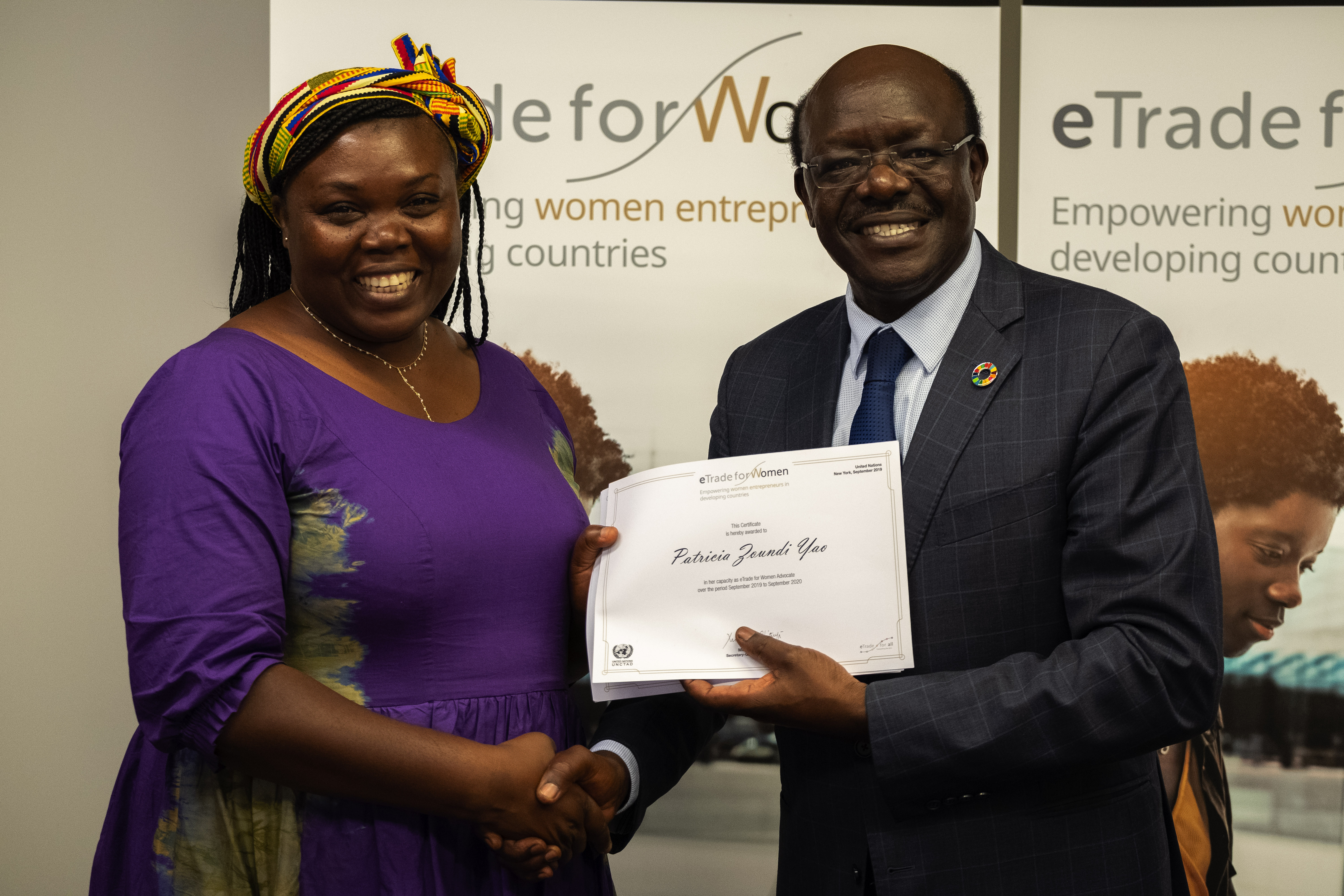
Patricia Zoundi Yao lors de sa nomination en tant que « eTrade for Women Advocate » par Mukhisa Kituyi, le 24 septembre 2019 à New York.

Sa réussite professionnelle lui vaut un certain nombre de récompenses.
- 2019 – 2020 : Top 100 personnalités influentes en Côte d’Ivoire
- 2019 : « eTrade for Women Advocate »[2] - CNUCED (voir détails plus haut)
- 2019 : Award du Leadership Féminin Forum Africain des Femmes Leader (FAFEL)
- 2016 : Prix Ivoirien de la Qualité
- 2014 : Prix National d’Excellence de la Présidence de la République de Côte d'Ivoire (Catégorie Entrepreneuriat jeune)[34],[35]
- 2014 : Chevalier de l’Ordre National et du Mérite du Burkina Faso[35],[34]
- 2014 : Prix du Capital Intelligent – ESPARTNERS 2014 [34]
- 2014 : Prix spécial du Premier Ministre de la Côte d'Ivoire Daniel Kablan Duncan[35],[34]
- 2014 : Lauréate du Grand prix CGECI Academy Business Competition [34],[36],[37]